# Neolimnia diversa
Neolimnia diversa är en tvåvingeart som beskrevs av Tonnoir och Malloch 1928. Neolimnia diversa ingår i släktet Neolimnia och familjen kärrflugor. Inga underarter finns listade i Catalogue of Life.